# Curt Walter (Verwaltungsbeamter)
Curt Walter (* 2. November 1877 in Havelberg; † 31. März 1942 in Berlin) war ein deutscher Verwaltungsbeamter. Walter war von 1922 bis 1933 Referent in der Reichskanzlei.

## Leben und Tätigkeit
Walter war der Sohn eines Kanzleirats am Amtsgericht. Seit 1897 stand er als mittlerer Beamter im preußischen Justizdienst. Von 1901 bis 1906 war er als Bürobeamter beim Aufsichtsamt für Privatversicherungen tätig, seit 1940 im Rang eines expedierenden Sekretärs. 1906 erhielt er eine Stellung als Hilfsarbeiter im Reichsamt des Innern, wo er 1911 zum Geheimen expedierenden Sekretär befördert wurde.
Zum 24. Oktober 1915 wechselte Walter als Hilfsarbeiter in die Reichskanzlei. Am 1. April 1917 wurde er dort zum Hofrat befördert.
Nach dem Zusammenbruch des Kaiserreiches wurde Walter in den Staatsdienst der neugegründeten Weimarer Republik übernommen. Seine Stellung in der Reichskanzlei behielt er bei. Am 1. April 1922 wurde er zum Regierungsrat befördert und zum persönlichen Referenten des Reichskanzlers ernannt. In dieser Eigenschaft diente er in den nächsten elf Jahren zehn Reichskanzlern von Joseph Wirth bis Adolf Hitler. Am 1. Oktober 1927 wurde er zum Oberregierungsrat befördert.
Wenige Wochen nach dem Machtantritt der Nationalsozialisten wurde Walter am 22. April 1933 in den Ruhestand versetzt.